# LANY
LANY este o trupă pop rock din Los Angeles. Formată în Nashville în 2014, trupa este compusă din Paul Jason Klein și Jake Clifford Goss. 
Semnată la Polydor și Interscope Records, trupa a lansat trei top 40 albume: LANY (2017), Malibu Nights (2018) și Mama's Boy (2020). Trupa a mai lasnat și o serie de single-uri, printre cele de succes se numără și: "ILYSB" certificată RIAA (2015), colaborarea cu Julia Michaels "Okay" (2019) și "Mean it" (2019) cu Lauv. În anul 2020, ei și-au lansat al treilea album de studio Mama's Boy, urmat de al patrulea album gg bb xx în septembrie 2021.

### Cariera muzicală

#### 2014-2017: Începuturile muzicale și LANY
LANY s-a format în martie 2014 când Paul Jason Klein, care avea o mică carieră solo, a zburat la Nashville să se întâlnească cu prietenii săi Jack Goss și Les Priest. Înainte, Goss și Priest au avut un proiect separat intitulat WRLDS, dar acest ls-a încheiat după formarea trupei LANY. Luna următoare, aceștia au încărcat două piese, "Hot Lights" și "Walk Away", în contul lor de SoundCloud cu zero urmăritori, ca să se diferențieze de proiectele lor noi. Aceste două piese au fost înregistrate în mai puțin de patru zile . Într-un interviu, Klein a explicat că după lansarea melodiilor, au început să primească mail-uri de la casele de discuri, dar încă nu știu cum i-au găsit. EP lor de debut, Acronyms, a fost la lansat mai târziu, tot în același an, cu cântecul "ILYSB", care a generat un interes semnificativ în mediul online, ajungând la peste 100.000 de ascultători.  Melodiile "Made in Hollywood" și "Bad, Bad, Bad" au urmat împreună cu dezvăluirea identității trupei LANY.
LANY este un acronim de la "Los Angeles New York". Klein a explicat numele trupei într-un interiu:
"Am știut că vrem să avem un cuvânt cu patru litere, datorită design-ul și estetici propuse, dar după cum vă puteți imaginați, toate cuvintele din 4 litere din întreaga lume sunt luate. Ne-am mutat înspre acronime și pentru o perioadă am crezut că ne vom numi TTYL, dar atuci ne-am decis că nu vrem să fim 13 pentru tot restul vieții noastre. În cele din urmă m-am gândit la întinderea dintre Los Angeles și New York, și la început m-am gândit cum ar fi L-A-N-Y, dar oamenii vor deveni confuzi cum să pronunțe numele când le voi spune, să-l spună 'L-A-and-Y?' Atunci, am zis hai să ne numic LANY, dar să-l pronunțăm Lay-Nee." 
În 2015, LANY s-au dus într-un turneu american, cântând în deschiderea lui Twin Shadow, Tove Styke, X Ambassadors Troye Sivan și Halsey . A urmat al doilea EP, intitulat I Loved You, urmând să apară la mai multe festivaluri, inclusiv la Lollapalooza.
În decembrie 2015, după ce au semnat cu Polydor Record, au re-lansat EP Make Out a fost lansat inclunzând toate căntecele (mai puțin "Hot Light" și "OMG") lansat înainte de I Loved You. La scurt timp, au susținut un concert în Regatul Unit în deschiderea lui Ellie Goulding anunțat în martie 2016, iar pe YouTube au lansat o versiune live "ILYSB" . În Statele Unite ale Americii au cântat în deschiderea lui Troye Sivan în luna feburarie, urmând să-și anunțe primul lor turneu în America, The Make Out Tour,  în mai. În 11 martie, 2016, LANY a lasnat piesa "Where the Hell Are My Friends". Piesa de debutîn Beats 1 cu Zane Lowe . O lună mai târziu, și-au scos primul videoclip muzical. 
După turneul lor principal din mai, LANY a cântat într-o serie de festivaluri la mijlocul anului 2016, inclusiv la Bonnaroo, Firefly, și Outside Lands. 
LANY și-a început al doilea turneu în toamna anului 2016, numit the Kinda Tour, după EP cu același nume. A inclus 14 date europene și 37 date din Statele Unite ale Americii.
În 15 februarie 2017, LANY au anunțat că vor deschide șapte spectacole ale turneului "The Search for Everything" susținut de John Mayer. A inclus cinci date în America și două în Canada . Klein susține că Mayer reprezintă o influență semnificantă pentru el și trupă. 
Atăt pe pagina oficial de Instagram, cât și pe Twitter, trupa a anunțat lansarea de debut a albumului, LANY, pe 30 iunie 2017, urmată de piesele "Good Girls" pe 3 martie, dar și de "It Was Love", "The Breakup" și 13". 
În 30 iunie 2017, LANY și-a lansat albumul de debut. Melodia "Super Far" a debutat pe Zane Lowe's Beats 1 pe Apple Music înainte de lansarea albumului întreg. Trupa a organizat magazine pop-up în Los Angeles și New York ca să-și promoveze albumul. Au lansat videoclipuri muzicale pentru "Good Girls", "ILYSB", și "Super Far". Trupa a anunțat un turneu în Statele Unite ale Americii, care a avut lco din septembrie până în noiembrie 2017. LANY și-a petrecut vara 2017 cântând la festivaluri și în turneu zn Australia și Asia. În iarna lui 2017 au avut turneu și în Europa.

#### 2018-2019: Malibu Nights
LANY au anunțat al doilea album, Malibu Nights pe data de 8 martie 2018, în urma unei postări pe Instagram.  Klein a declarat că albumul a fost scris în perioada 4 ianuarie - 14 februarie 2018.
Pe 5 Aprilie 2018, LANY au avut primul concet pe arena, la Smart Araneta Coliseum în Filipine. Biletele pentru spectacol au fost sold out în 24 de ore, ceea ce a dus la un nou concert în următoarea zi. 
Primul lor cântec "Thru These Tears" a fost lansat pe 17 iulie. Al doilea, "I Don't Wanna Love You Anymore" a fost lansat pe 22 august 2018. Al doilea cel mai așteptat album "Malibu Nights" lansat pe 5 octombrie 2018 a conținut nouă cântece.  În 2018, LANY s-a dus în turneul Malibu Nights World Tour începând cu începutul lunii octombrie și a durat până la finalul lunii octombrie în 2019. Trupa a lansat "Okay", o piesă împreună cu Julia Michaels în 23 aprilie 2019. A fost al treilea lor cântec care a inclus o colaborare cu un alt artist.  Arhivat în 18 mai 2023, la Wayback Machine. În 14 noiembrie 2019, LANY a colaborat cu cântărețul, dar și compozitorul Lauv, pentru piesa "Mean It", listată în cele din urmă pe albumul de debut a lui Lauv, How I'm Feeling. În 17 decembrie 2019, videoclipul muzical a fost lansat, cu amândoi artiști în deșertul din Los Angeles. Din 23 până în 25 iulie, LANY au vândut toate biletele la trei concerte consecutive în Manila, la Mall of Asia Arena.  

#### 2020: Mama's Boy
În 30 aprilie 2020, LANY au anunțat numele al celui de-al treilea album, Mama's Boy, prin intermediul rețelelor de specializare. Albumul a fost lansat pe 2 octombrie 2020. În 13 mai, au lansat melodia principală "Good Guys". Pe 1 iulie, al doilea cântec "If This Is the Last Time" a fost lansat. Al treilea cântec "You!" a fost lansat pe 13 aprilie 2020. Două luni mai târziu, pe 2 octombrie 2020 albumul s-a lansat. Pentru a-și promova albumul, trupa a anunțat 5 date în Regatul Unit și Irlanda pentru 2021. Pre-vânzarea a început în 30 septembrie, iar biletele generale s-au pus spre vânzare în 2 octombrie. Trupa a anunțat mai multe date pentru o altă dată ulterioară.

#### 2021-2022: gg bb xx și plecarea lui Priest
În 4 februarie 2021, Lany își lansează ediția deluxe a albumului Mama's Boy.  Aceasta includea trei versiuni noi ale pieselor "Heart Won't Let Me", "Sad" și "I Still Talk to Jesus". "Mi-am dorit să sune și se simtă ca și cum cânt singur duminica într-o sală de clasă cu ușa ușor crăpată, iar tu o ascultai de pe hol." a spus Klein despre înregistrarea originală. Prezentarea live atrage ascultători și mai aproape, dar și în cameră alături de LANY.  Pe 12 iulie, trupa a anunțat al patrulea album gg bb xx. care se va lasna pe 3 septembrie. Primul cântec a fost "dancing in the kitchen" în 25 iunie.
Versiunea deluxe a albumului "gg bb xx" a fost lansată în 5 noiembrie, la care s-au mai adăugat 5 piese adiționale, inclunzând și versiunea demo a piesei "dna" care a fost lansată simultan cu "up to me". Aceasta a mai inclus și colaborări anterioare, "I Quit Drinking" cu Kelsea Ballerini și "Stupid Fellings" împreună cu 220 Kid.  Arhivat în 18 mai 2023, la Wayback Machine.
Pe 7 aprilie 2022, trupa a anunțat plecarea Les Priest, care plecase "să se concentreze pe viața scriitor/producător în Nashville".  Ceilalți doi membrii ai grupului nu au decis să-l înlocuiască, ci doar să continue ca și duo. 